# Средњевековно утврђење „Градац” код Крепољина
Средњевековно утврђење „Градац” код Крепољина је археолошки локалитет средњовековног утврђења које представља непокретно културно добро као археолошко налазиште.

## Положај
Утврђење се налази седам километара источно од Крепољина на узвишењу које доминира долином Млаве, на почетном делу Горњачко-рибарске клисуре, на месту где Млава прави велику окуку, пробијајући се око кршевитих литица Ђуле.
Повољан положај за контролу пута, који је долином Млаве водио у рудоносне крајеве Источне Србије, одређивао је стратешки значај овог утврђења, а конфигурација терена је утицала на његов неправилан облик прилагођен литицама, које су га штитиле са три стране. Најприступачнији је био прилаз са југозапада.  Због густог растиња и неприступачности врло су слабо видљиви бедеми и пратећи објекти, а верује се и да је постојало подграђе. Камени бедеми утврђења су дебели око једног метра.

## Историја
Због густог растиња и неприступачности врло су слабо видљиви бедеми и пратећи објекти, а верује се и да је постојало подграђе. Камени бедеми утврђења су дебели око једног метра. Археолошким истраживањима 1981. године је обухваћена само црква димензија 9,85×4,75 метара очувана до висине од једног метра која се налази на источном ободу утврђења. Великим делом је пре истраживања била опљачкана и уништена од стране трагача за благом. Имала је једнобродну основу са полукружном апсидом на истоку и припратом на западу. На зидовима су очувани трагови живописа, а у припрати две зидане гробнице у којима су били сахрањени ктитори цркве. Зидана је директно на стени са видљивим траговима старијег објекта. На основу постојећих података претпоставља се да је коришћена са прекидима од рановизантијског до позно средњовековног периода. У централни регистар је уписан 14. септембра 2016. под бројем АН 191, а у регистар Регионалног завода за заштиту споменика културе Смедерево под бројем АН 5.